# 八幡神社 (古河市宮前町)
八幡神社（はちまんじんじゃ）は、茨城県古河市宮前町（厩町）にある神社。下宮八幡宮と呼ばれることが多い。渡良瀬遊水地造成のため廃村となった栃木県旧谷中村ゆかりの神社である。

## 祭神
八幡神（誉田別命）

## 歴史
天文年間（1532年 - 1554年）、鎌倉の鶴岡八幡宮から勧請されたと伝えられる。もとは栃木県旧谷中村の下宮にあったが、渡良瀬川河川改修工事・渡良瀬遊水地造成のため廃村となり、村民とともに現在地に移転してきた。江戸時代の谷中村域は古河藩領だった。谷中村からは最も多くの村民が古河に移転している。大正2年（1913年）に社殿が現在地に移転、大正3年（1914年）に遷宮式が行われている。大正6年（1917年）には、下宮の牛頭天王社と稲荷神社も移転し、境内社となった。

## 祭礼
3月12日に祈念祭、旧暦8月15日に八幡宮の大祭（十五夜中秋祭）、11月26日に献穀祭がおこなわれる。7月15日には天王祭があり、八幡宮の拝殿で直会が行われる。

## 境内
本殿は南向き神明造瓦葺で間口3.5間・奥行3間。現在の社殿は明治11年（1878年）の建築で、のちに現在地に移築。狛犬（享保元年）、手水鉢（文化十四年）、鳥居（文化元年）等の石造物も下宮から移転したものである。昭和16年（1941年）には、移転記念碑が設置され、碑文には谷中村民移転の経緯が記された。境内社として、牛頭天王社、稲荷神社がある。牛頭天王社には手水鉢（嘉永元年）がある。

## 交通
- 鉄道
  - JR宇都宮線(東北本線)古河駅西口から徒歩17分（約1.4km））、市内観光用無料レンタル自転車「コガッツ」利用可[3]
  - 東武日光線新古河駅東口から徒歩27分（約2.2km）
- 徒歩でのアクセス方法： 雀神社を目印にすると良い。雀神社の鳥居を出て桜並木を横切り、参宮道路を東の市内方面に向かって、最初の十字路を左折・細い道に入る。100メートルほど北に向かって道なりに歩くと、右側に赤い社殿と境内が見えてくる。[4]